# Roger Christian
Roger Christian (Londres, 25 de fevereiro de 1944) é um diretor de arte britânico. Venceu o Oscar de melhor direção de arte na edição de 1978 por Star Wars, ao lado de Norman Reynolds, Leslie Dilley e John Barry.